# Euonymus acanthocarpus
Euonymus acanthocarpus là một loài thực vật có hoa trong họ Dây gối. Loài này được Franch. mô tả khoa học đầu tiên năm 1889.